# Buritis (Minas Gerais)
Pour les articles homonymes, voir Buritis.
Buritis est une municipalité de l'État du Minas Gerais au Brésil. Sa population était estimée à 23 979 habitants en 2013. Elle s'étend sur 5 219,469 km2.
Elle appartient à la Microrégion d'Unaí dans la Mésorégion du Nord-Ouest du Minas.

## Maires
| Période | Période | Identité              | Étiquette | Qualité |
| ------- | ------- | --------------------- | --------- | ------- |
| 2009    | 2012    | Keny Rodrigues Soares | PDT       |         |